# Alfred Kelders

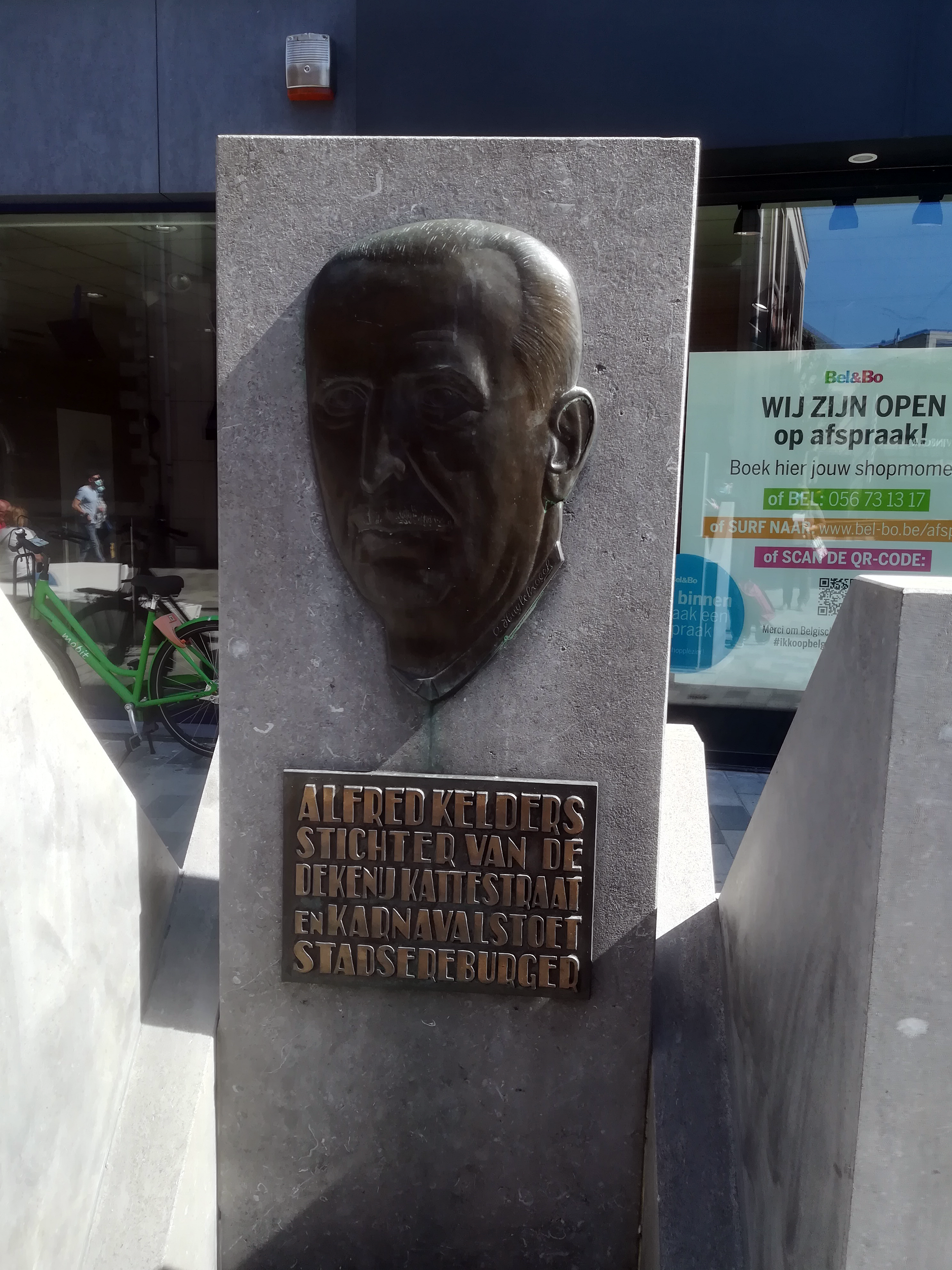
De gedenkplaat/gedenksteen van Alfred Kelders.

Alfred Kelders (Aalst, 21 oktober 1874 - aldaar, 27 november 1956) is een van de ereburgers van de stad Aalst. Hij speelde een belangrijke rol in het ontwikkelen van het Aalsters carnaval. Hij heeft onder andere de eerste officiële stoet van de stad in 1923 georganiseerd. Hij is ook wel bekend als Vader Carnaval in Aalst. Naast zijn bijdrage aan Aalst carnaval, was hij een vleeshouwer van beroep en had circa 10 zaken.

## Biografie
Alfred Kelders werd geboren in een beenhouwersfamilie, op jonge leeftijd werd hij zelf ook een beenhouwer. Op zestienjarige leeftijd was hij lid van  het Koninklijk Letter- en Toneelkundig Gezelschap 'Voor Taal en Vrijheid'. In 1902 was hij lid van de Onpartijdige Bond van Neringdoeners en Ambachtslieden, later de Middenstandsbond van Aalst. Op 19 februari 1920 bracht hij het Feestcomité weer naar boven, gezamenlijk met Felix De Loose en Gustaaf De Stobbeleir. In het Feestcomité was hij de feestdirecteur of feestbestuurder. Tot heden hangt zijn naam vast aan de reorganisatie de vastenavondvieringen van de stad. Hij bleef bestuurder tot het jaar 1949. In 1938 kwam onder zijn impuls het Koningin Astridmonument op het Keizersplein.
In 1950, zes jaar voor zijn dood; kreeg hij de titel van ereburger van Aalst.

## Trivia
- In Aalst is er een straat naar hem vernoemd: Alfred Keldersstraat.
- Zijn gedenkplaat is ontworpen door Alfons Huylebroeck en bevindt zich in de Kattestraat van Aalst. De gedenkplaat werd op 4 oktober 1979 ingehuldigd.
- In 2013 werd een inhuldigingsplaat van alle Ereburgers aan het kerkhof opgehangen.